# برهنه‌کرکس‌ها
برهنه‌کرکس‌ها (نام علمی: Gymnogyps) نام یک سرده از تیره کرکس‌های جهان جدید است.